# Liste der Kulturdenkmale in Liebstadt

Wappen von Liebstadt

Die Liste der Kulturdenkmale in Liebstadt enthält die Kulturdenkmale in Liebstadt.
Die Anmerkungen sind zu beachten.
Diese Liste ist eine Teilliste der Liste der Kulturdenkmale im Landkreis Sächsische Schweiz-Osterzgebirge.

Diese Liste ist eine Teilliste der Liste der Kulturdenkmale in Sachsen.

## Legende
- Bild: Bild des Kulturdenkmals, ggf. zusätzlich mit einem Link zu weiteren Fotos des Kulturdenkmals im Medienarchiv Wikimedia Commons. Wenn man auf das Kamerasymbol klickt, können Fotos zu Kulturdenkmalen aus dieser Liste hochgeladen werden:
- Bezeichnung: Denkmalgeschützte Objekte und ggf. Bauwerksname des Kulturdenkmals
- Lage: Straßenname und Hausnummer oder Flurstücknummer des Kulturdenkmals. Die Grundsortierung der Liste erfolgt nach dieser Adresse. Der Link (Karte) führt zu verschiedenen Kartendiensten mit der Position des Kulturdenkmals. Fehlt dieser Link, wurden die Koordinaten noch nicht eingetragen. Sind diese bekannt, können sie über ein Tool mit einer Kartenansicht einfach nachgetragen werden. In dieser Kartenansicht sind Kulturdenkmale ohne Koordinaten mit einem roten bzw. orangen Marker dargestellt und können durch Verschieben auf die richtige Position in der Karte mit Koordinaten versehen werden. Kulturdenkmale ohne Bild sind an einem blauen bzw. roten Marker erkennbar.
- Datierung: Baubeginn, Fertigstellung, Datum der Erstnennung oder grobe zeitliche Einordnung entsprechend des Eintrags in der sächsischen Denkmaldatenbank
- Beschreibung: Kurzcharakteristik des Kulturdenkmals entsprechend des Eintrags in der sächsischen Denkmaldatenbank, ggf. ergänzt durch die dort nur selten veröffentlichten Erfassungstexte oder zusätzliche Informationen
- ID: Vom Landesamt für Denkmalpflege Sachsen vergebene, das Kulturdenkmal eindeutig identifizierende Objekt-Nummer. Der Link führt zum PDF-Denkmaldokument des Landesamtes für Denkmalpflege Sachsen. Bei ehemaligen Kulturdenkmalen können die Objektnummern unbekannt sein und deshalb fehlen bzw. die Links von aus der Datenbank entfernten Objektnummern ins Leere führen. Ein ggf. vorhandenes Icon  führt zu den Angaben des Kulturdenkmals bei Wikidata.

## Liebstadt
| Bild                                    | Bezeichnung | Lage                                | Datierung                                | Beschreibung | ID       |
| --------------------------------------- | --- | ----------------------------------- | ---------------------------------------- | --- | -------- |
|                                         | Denkmalschutzgebiet Liebstadt |                                     |                                          | Vorschlag für ein Denkmalschutzgebiet | 09300026 |
| Direkt Bild zu diesem Denkmal hochladen | Wohnhaus in offener Bebauung | Am Galgenberg 3 (Karte)             | 1. Hälfte 19. Jh.                        | Putzbau mit Krüppelwalmdach, baugeschichtlich und straßenbildprägend von Bedeutung. | 09222008 |
| Direkt Bild zu diesem Denkmal hochladen | Wohnhaus und Hinterhaus | Bachstraße 1 (Karte)                | bez. 1787                                | Obergeschoss Fachwerk verputzt, baugeschichtlich und straßenbildprägend von Bedeutung. Wohnhaus im Schlussstein der Korbbogentür bezeichnet. | 09222002 |
| Direkt Bild zu diesem Denkmal hochladen | Wohnhaus in halboffener Bebauung | Bachstraße 7 (Karte)                | Ende 18. Jh.                             | großer Putzbau mit Mansarddach mit Schopf, baugeschichtlich und straßenbildprägend von Bedeutung. Schlussstein erhalten, Tür vermauert. | 09222003 |
| Weitere Bilder                          | Wohnhaus und winklig angebautes Nebengebäude                                                                                                   | Bachstraße 11 (Karte)               | um 1800                                  | Wohnhaus Obergeschoss Fachwerk verputzt, mit Scheune und Heuboden, baugeschichtlich und sozialgeschichtlich von Bedeutung. | 09222005 |
| Direkt Bild zu diesem Denkmal hochladen | Wohnhaus in offener Bebauung | Bergstraße 5 (Karte)                | bez. 1808                                | großer Putzbau mit Mansarddach mit Schopf, baugeschichtlich von Bedeutung, im Schlussstein der Korbbogentür bezeichnet. | 09221996 |
| Direkt Bild zu diesem Denkmal hochladen | Wohnhaus in halboffener Bebauung | Bergstraße 6 (Karte)                | bez. 1796                                | baugeschichtlich von Bedeutung, im Schlussstein der Korbbogentür bezeichnet. | 09221997 |
| Direkt Bild zu diesem Denkmal hochladen | Wohnhaus | Braugasse 2 (Karte)                 | um 1800                                  | ehem. Fachwerkhaus, steiles Satteldach, baugeschichtlich und städtebaulich von Bedeutung. Korbbogentür und Schlussstein. | 09221992 |
| Direkt Bild zu diesem Denkmal hochladen | Wohnhaus in offener Bebauung | Braugasse 3 (Karte)                 | 18. Jh. oder älter                       | breit gelagerter Baukörper, hohes Mansarddach mit Schopf, baugeschichtlich und ortsbildprägend von Bedeutung. | 09221990 |
| Direkt Bild zu diesem Denkmal hochladen | Wohnhaus in offener Bebauung | Braugasse 6 (Karte)                 | 18. Jh.                                  | breit gelagerter Baukörper, hohes Mansarddach mit Schopf, baugeschichtlich und ortsbildprägend von Bedeutung. | 09221991 |
| Direkt Bild zu diesem Denkmal hochladen | Meilenstein | Braugasse 6 (gegenüber) (Karte)     | 1859–1865                                | Königlich-Sächsischer Meilenstein, Stationsstein des Postkurses Pirna–Liebstadt, verkehrsgeschichtlich von Bedeutung | 09306695 |
| Direkt Bild zu diesem Denkmal hochladen | Gedenkstein in kleiner Grünanlage | Eysoldtstraße (Karte)               | um 1932                                  | für Carl Oswald Eysoldt, Wohltäter, stiftete 1924 Geld für das Pumpwerk und das Freibad der Stadt, mit Inschrifttafel, ortsgeschichtlich von Bedeutung. Inschrift: „Dem Wohltäter seiner Heimat C.O. Eysoldt/ geb. 1853/gest. 1930/ Ehrenbürger der Stadt Liebstadt/ in Dankbarkeit. Die Stadt Liebstadt.“ | 09221974 |
| Direkt Bild zu diesem Denkmal hochladen | Neun Stadtscheunen | Glashütter Straße (Karte)           | bez. 1860                                | stadtentwicklungsgeschichtlich und sozialgeschichtlich von Bedeutung. Nummer 1 mit rundbogigen gekuppelten Fenstern, Nummer 8 bezeichnet 1860. | 09222006 |
| Direkt Bild zu diesem Denkmal hochladen | Sieben Stadtscheunen | Glashütter Straße (Karte)           | bez. 1869 (Stadtscheunen Nr. 3, 4 und 5) | stadtentwicklungsgeschichtlich und sozialgeschichtlich von Bedeutung. Nummer 1 bezeichnet 1922, Nummer 3 bezeichnet 1869, Nummer 4 bezeichnet 1869, Nummer 5 bezeichnet 1869, Nummer 6 bezeichnet 1922. | 09222007 |
|                                         | Drei Steinkreuze | Glashütter Straße 6 (bei) (Karte)   | Spätmittelalter                          | ortsgeschichtlich von Bedeutung. | 09222010 |
| Direkt Bild zu diesem Denkmal hochladen | Wegestein | Glashütter Straße 12 (bei) (Karte)  | 19. Jh.                                  | verkehrsgeschichtlich von Bedeutung. Aufschrift: „Straße nach Döbra / Fußweg nach Berthelsdorf“. | 09222009 |
| Weitere Bilder                          | Ev. Stadtkirche und Kirchhof Liebstadt | Kirchplatz - (Karte)                | um 1500                                  | Kirche mit Kirchhof und Einfriedungsmauer sowie vier Grabmale und eine Grabanlage – Saalkirche mit Chorflankenturm und Polygonchor, baugeschichtlich, kunstgeschichtlich und ortsgeschichtlich von Bedeutung. | 09221975 |
| Direkt Bild zu diesem Denkmal hochladen | Pfarrhaus | Kirchplatz 1 (Karte)                | bez. 1906                                | Putzbau mit Reformstilelementen, mittiger Treppenturm, Walmdach, baugeschichtlich und ortsgeschichtlich von Bedeutung. | 09221977 |
| Direkt Bild zu diesem Denkmal hochladen | Rathaus | Kirchplatz 2 (Karte)                | bez. 1870                                | ehemalige Schule, mit Inschrift, ortsgeschichtlich von Bedeutung. | 09221976 |
| Weitere Bilder                          | Kursächsische Distanzsäule Liebstadt | Markt (Karte)                       | 1732                                     | Nachbildung (2019) einer Kursächsischen Distanzsäule von 1732 auf dem Markt in Liebstadt. | 09307187 |
|                                         | Gasthaus „Schwarzes Kleeblatt“ | Markt 1 (Karte)                     | 1880er Jahre                             | Gasthof in offener Bebauung und Ecklage – gründerzeitlicher Putzbau mit Mittelrisalit, Putzgliederung, flaches Walmdach, baugeschichtlich, ortsgeschichtlich und platzbildprägend von Bedeutung. | 09221978 |
| Direkt Bild zu diesem Denkmal hochladen | Wohnhaus in geschlossener Bebauung | Markt 2 (Karte)                     | 2. Hälfte 18. Jh. (später überformt)     | Putzbau, vermutlich ehem. Fachwerkbau, als Teil der Marktplatzbebauung baugeschichtlich und städtebaulich von Bedeutung. | 09221989 |
| Direkt Bild zu diesem Denkmal hochladen | Wohnhaus in geschlossener Bebauung | Markt 4 (Karte)                     | 2. Hälfte 18. Jh.                        | Putzbau mit Satteldach, als Teil der Marktplatzbebauung baugeschichtlich und städtebaulich von Bedeutung. | 09221988 |
| Direkt Bild zu diesem Denkmal hochladen | Wohnhaus in halboffener Bebauung | Markt 6 (Karte)                     | um 1800                                  | Putzbau mit einseitigem Krüppelwalmdach, Dachhäuschen, als Teil der Marktplatzbebauung baugeschichtlich und städtebaulich von Bedeutung. | 09221987 |
|                                         | Wohnhaus in halboffener Bebauung und Ecklage                                                                                                   | Markt 7 (Karte)                     | Anfang 19. Jh.                           | als Teil der Marktplatzbebauung baugeschichtlich und städtebaulich von Bedeutung. Portal mit Schlussstein und Gesims. | 09221979 |
| Direkt Bild zu diesem Denkmal hochladen | Wohnhaus in halboffener Bebauung | Markt 9 (Karte)                     | bez. 1820, Kernbau älter                 | Obergeschoss Fachwerk verputzt, als Teil der Marktplatzbebauung baugeschichtlich und städtebaulich von Bedeutung. Im Schlussstein der Korbbogentür bezeichnet 1820 und „C.F.G. renov.“, traufständig, Giebel verbrettert. | 09221980 |
| Direkt Bild zu diesem Denkmal hochladen | Wohnhaus in offener Bebauung | Markt 10 (Karte)                    | bez. 1800                                | als Teil der Marktplatzbebauung baugeschichtlich und städtebaulich von Bedeutung, im Schlussstein der Korbbogentür bezeichnet. | 09221985 |
| Direkt Bild zu diesem Denkmal hochladen | Wohnhaus in halboffener Bebauung | Markt 11 (Karte)                    | 2. Hälfte 18. Jh. (später überformt)     | als Teil der Marktplatzbebauung baugeschichtlich und städtebaulich von Bedeutung. | 09221981 |
| Direkt Bild zu diesem Denkmal hochladen | Wohnhaus in halboffener Bebauung mit Hochwassermarke                                                                                           | Markt 13 (Karte)                    | 2. Hälfte 18. Jh.                        | als Teil der Marktplatzbebauung baugeschichtlich und städtebaulich von Bedeutung. Mit Korbbogentür und Wappen, traufständig, ohne hinteren Anbau. | 09221982 |
| Direkt Bild zu diesem Denkmal hochladen | Wohnhaus in offener Bebauung | Markt 14 (Karte)                    | 2. Hälfte 18. Jh.                        | als Teil der Marktplatzbebauung baugeschichtlich und städtebaulich von Bedeutung. Traufständig, mit Korbbogentür. | 09221984 |
|                                         | Wohnhaus (mit zwei Hausnummern) in offener Bebauung                                                                                            | Markt 15; 17 (Karte)                | bez. 1792                                | Kopfbau an einer Straßengabelung, baugeschichtlich und städtebaulich von Bedeutung. Im Schlussstein der Korbbogentür bezeichnet, gleichlautende Bezeichnet in der 2. Tür mit geradem Sturz, Erneuerung 1956 bezeichnet in der Tür. | 09221983 |
| Direkt Bild zu diesem Denkmal hochladen | Wohnhaus in halboffener Bebauung | Pirnaer Straße 6 (Karte)            | Kern wohl 18. Jh.                        | Putzbau mit Satteldach, städtebaulich von Bedeutung. | 09300074 |
| Direkt Bild zu diesem Denkmal hochladen | Wohnhaus in offener Bebauung | Pirnaer Straße 11 (Karte)           | bez. 1803                                | baugeschichtlich und städtebaulich von Bedeutung, im Schlussstein der Korbbogentür bezeichnet. | 09221969 |
|                                         | Geisslerhaus | Pirnaer Straße 12 (Karte)           | bez. 1746                                | Wohnhaus (mit Inschrifttafel) in offener Bebauung – baugeschichtlich und ortsgeschichtlich von Bedeutung. Im Giebel bezeichnet (drei Mal), Inschrift an der Seite: „In diesem Hause lebte und wirkte der geistige Führer des Bauernaufstandes von 1790 Christian Benjamin Geissler“. | 09221968 |
| Direkt Bild zu diesem Denkmal hochladen | Wohnhaus | Pirnaer Straße 13 (Karte)           | 2. Hälfte 18. Jh.                        | Obergeschoss Fachwerk, Traufseite verputzt, baugeschichtlich von Bedeutung. | 09221970 |
| Direkt Bild zu diesem Denkmal hochladen | Postamt | Pirnaer Straße 18 (Karte)           | 1905/1910                                | Wohnhaus in offener Bebauung und Nebengebäude, heute Postamt, baugeschichtlich von Bedeutung. | 09221967 |
| Direkt Bild zu diesem Denkmal hochladen | Wohnhaus und Nebengebäude | Pirnaer Straße 21; 21b (Karte)      | 19. Jh., Kern älter                      | Wohnhaus und gegenüber liegendes Nebengebäude – Hanglage, Obergeschoss Fachwerk verputzt, Giebeldreieck verkleidet, baugeschichtlich von Bedeutung. Traufständig, Giebel verschiefert. | 09221972 |
| Direkt Bild zu diesem Denkmal hochladen | Ehemaliger Gutshof | Schloßstraße 1; 3; 5 (Karte)        | Mitte 19. Jh.                            | Ehemaliger Gutshof mit drei Wohnstallhäusern in Zeile, Scheune (mit Durchfahrt), Stallgebäude, Torpfeilern (bez.) und Einfriedungsmauer - baugeschichtlich und wirtschaftsgeschichtlich von Bedeutung. Nummer 3 mit Rundbogentür und Wappen, steht vermutlich mit dem Schloss in Verbindung. | 09221994 |
| Weitere Bilder                          | Sachgesamtheit Schloss und Schlosspark Kuckuckstein mit zahlreichen Einzeldenkmalen, Schlosspark im Hangbereich (Gartendenkmal) sowie Burgberg | Schloßstraße 1a; 1b; 1c; 1d (Karte) | 1691 (architektonischer Schlossgarten)   | Sachgesamtheit Schloss und Schlosspark Kuckuckstein mit folgenden Einzeldenkmalen: spätgotische burgartige Schlossanlage mit Torhaus, nordöstlichem Bergfried (Wohnturm), südwestlichem Tafelhaus, südöstlichem Wasserhaus, Verbindungsbau mit Wehrgang im Nordosten sowie Zugbrücke und Burgmauer (Einzeldenkmale ID-Nr. 09222001), drei Nebengebäude gegenüber der Schlossanlage (Einzeldenkmale ID-Nr. 09221998, 09221999, 09222000), Schlosspark im Hangbereich, über Pfade und Treppen unter Ausnutzung der vorhandenen Topografie erschlossen (Gartendenkmal) sowie Burgberg als Sachgesamtheitsteil – von baugeschichtlicher, landesgeschichtlicher, gartenkünstlerischer und ortsbildprägender Bedeutung. | 09302131 |
| Weitere Bilder                          | Spätgotische burgartige Schlossanlage mit Torhaus (Einzeldenkmale zu ID-Nr. 09302131)                                                          | Schloßstraße 1a (Karte)             | 15. Jh.                                  | Einzeldenkmale der Sachgesamtheit Schloss Kuckuckstein: spätgotische burgartige Schlossanlage mit Torhaus, nordöstlichem Bergfried (Wohnturm), südwestlichem Tafelhaus, südöstlichem Wasserhaus, Verbindungsbau mit Wehrgang im Nordosten sowie Zugbrücke und Burgmauer (Sachgesamtheitsliste ID-Nr. 09302131) – bemerkenswert die 1800 eingerichtete »private Freimaurerloge«, nach neuerer Forschung freimaurerisches Interieur als Rahmen für ein so genanntes und um 1800 beliebtes Logenkränzchen, von baugeschichtlicher, landesgeschichtlicher, künstlerischer und ortsbildprägender Bedeutung. | 09222001 |
| Direkt Bild zu diesem Denkmal hochladen | Nebengebäude zum Schloss, heute Wohnhaus (Einzeldenkmal zu ID-Nr. 09302131)                                                                    | Schloßstraße 1b (Karte)             | bez. 1900                                | Einzeldenkmal der Sachgesamtheit Schloss Kuckuckstein: Nebengebäude zum Schloss, heute Wohnhaus – baugeschichtlich von Bedeutung. Mit Zierfachwerk im Giebel, bezeichnet 1900. | 09221998 |
| Direkt Bild zu diesem Denkmal hochladen | Nebengebäude zum Schloss, heute Wohnhaus (Einzeldenkmal zu ID-Nr. 09302131)                                                                    | Schloßstraße 1c (Karte)             | um 1900                                  | Einzeldenkmal der Sachgesamtheit Schloss Kuckuckstein: Nebengebäude zum Schloss, heute Wohnhaus – baugeschichtlich von Bedeutung. Erdgeschoss massiv, Obergeschoss Fachwerk, Krüppelwalmdach. | 09221999 |
| Direkt Bild zu diesem Denkmal hochladen | Nebengebäude zum Schloss (Einzeldenkmal zu ID-Nr. 09302131)                                                                                    | Schloßstraße 1d (Karte)             | bez. 1808                                | Einzeldenkmal der Sachgesamtheit Schloss Kuckuckstein: Nebengebäude zum Schloss – baugeschichtlich von Bedeutung. Zweigeschossiger massiver Baukörper, Rundbogentor, Krüppelwalmdach. | 09222000 |
| Direkt Bild zu diesem Denkmal hochladen | Wohnhaus in offener Bebauung | Schloßstraße 14 (Karte)             | bez. 1798                                | baugeschichtlich von Bedeutung. Im Türschlussstein bezeichnet, Fenster und Türgewände verkachelt. | 09221995 |
|                                         | Windmühle Liebstadt | Schulstraße 6 (Karte)               | um 1850                                  | Turmholländer, heute Wohnhaus, ortsgeschichtlich von Bedeutung. Mauer mit Schlussstein (bezeichnet 1798) von einer Windmühle südlich Bad Gottleuba (Auskunft). | 09222015 |
| Direkt Bild zu diesem Denkmal hochladen | Wohnhaus in offener Bebauung | Zimmlerstraße 2 (Karte)             | bez. 1784                                | baugeschichtlich von Bedeutung, im Türschlussstein bezeichnet. | 09222004 |
| Direkt Bild zu diesem Denkmal hochladen | Wohnhaus in offener Bebauung | Zimmlerstraße 4 (Karte)             | bez. 1798                                | mit Korbbogenportal und Schlussstein, baugeschichtlich von Bedeutung. Über dem Schlussstein der Korbbogentür bezeichnet. | 09222014 |
| Direkt Bild zu diesem Denkmal hochladen | Wohnhaus und angebaute Scheune | Zimmlerstraße 5; 5a (Karte)         | um 1800                                  | Wohnhaus Putzbau mit Korbbogentür, kräftiges Traufgesims, westlicher Scheunenanbau heute auch Wohnhaus, straßenseitig zugemauertes Tor erkennbar, ehemaliger Stallteil im Erdgeschoss, Zwillingsfenster im Giebel, kräftiges Traufgesims, Satteldach, baugeschichtlich von Bedeutung. Wohnhaus: Korbbogentür mit Schlussstein. | 09222011 |
| Direkt Bild zu diesem Denkmal hochladen | Wohnhaus in offener Bebauung | Zimmlerstraße 6 (Karte)             | bez. 1792                                | Putzbau mit steilem Mansarddach mit Schopf, im Schlussstein der Korbbogentür bezeichnet, baugeschichtlich und straßenbildprägend von Bedeutung, im Schlussstein der Korbbogentür bezeichnet. | 09222013 |
| Direkt Bild zu diesem Denkmal hochladen | Wohnhaus in offener Bebauung | Zimmlerstraße 8 (Karte)             | Ende 18. Jh.                             | Putzbau mit steilem Mansarddach mit Schopf, Giebelseite Sandsteingewände, baugeschichtlich und straßenbildprägend von Bedeutung, mit Korbbogentür und Schlussstein. | 09222012 |

## Berthelsdorf
| Bild                                    | Bezeichnung                                                                       | Lage                         | Datierung              | Beschreibung | ID       |
| --------------------------------------- | --------------------------------------------------------------------------------- | ---------------------------- | ---------------------- | --- | -------- |
| Direkt Bild zu diesem Denkmal hochladen | Wegestein                                                                         | (Flurstück 207/8) (Karte)    | 19. Jahrhundert        | Verkehrsgeschichtlich von Bedeutung | 09300066 |
| Direkt Bild zu diesem Denkmal hochladen | Westliches Wohnstallhaus, östliches Seitengebäude und Scheune eines Dreiseithofes | Berthelsdorf 4 (Karte)       | bez. 1803              | Wohnstallhaus Putzbau mit Zwillingsfenster im Giebel, Satteldach, Seitengebäude und Scheune Putzbauten mit Satteldach, Seitengebäude ebenfalls Zwillingsfenster im Giebel, baugeschichtlich, wirtschaftsgeschichtlich und ortsbildprägend von Bedeutung. Wohnstallhaus im Schlussstein der Korbbogentür bezeichnet 1803. | 09222026 |
| Direkt Bild zu diesem Denkmal hochladen | Wohnstallhaus, Scheune und Seitengebäude eines Bauernhofes                        | Berthelsdorf 12 (Karte)      | 2. Hälfte 19. Jh.      | Westliches Wohnstallhaus, östliche Scheune mit winklig angebautem Seitengebäude und Einfriedungsmauer mit Hofeinfahrt eines Bauernhofes – verputzte Bruchsteinbauten, Natursteingewände, Satteldächer, baugeschichtlich, wirtschaftsgeschichtlich und ortsbildprägend von Bedeutung.                                     | 09222028 |
| Direkt Bild zu diesem Denkmal hochladen | Wohnstallhaus, Scheune und Torpfeiler eines Bauernhofes                           | Berthelsdorf 14; 14c (Karte) | über der Tür bez. 1863 | Wohnstallhaus (Nr. 14), Scheune (Nr. 14c) und ein Torpfeiler eines Bauernhofes – Wohnstallhaus verputzter Bruchsteinbau, Satteldach, baugeschichtlich und wirtschaftsgeschichtlich von Bedeutung. | 09222025 |

## Biensdorf
| Bild                                    | Bezeichnung                                                                                               | Lage                       | Datierung                                                                | Beschreibung | ID       |
| --------------------------------------- | --- | -------------------------- | ------------------------------------------------------------------------ | --- | -------- |
| Direkt Bild zu diesem Denkmal hochladen | Wegestein                                                                                                 | (Flurstück 223) (Karte)    | 19. Jahrhundert                                                          | Verkehrsgeschichtlich von Bedeutung | 09224191 |
|                                         | Wohnstallhaus, Seitengebäude und Scheune eines Dreiseithofes                                              | Biensdorf 57; 57a (Karte)  | um 1850                                                                  | Wohnstallhaus (Nr. 57a), Seitengebäude (Nr. 57) und Scheune eines Dreiseithofes, dazu Hofmauer mit Toreinfahrt und Pforte – Wohnstallhaus Putzbau mit Zwillingsfenster im Giebel, Satteldach, Seitengebäude Putzbau mit Drillingsfenster im Giebel, Satteldach, baugeschichtlich und wirtschaftsgeschichtlich von Bedeutung, entscheidend bildprägend. | 09300071 |
| Direkt Bild zu diesem Denkmal hochladen | Wohnhaus                                                                                                  | Biensdorf 58 (Karte)       | 1. Hälfte 19. Jh.                                                        | Putzbau mit Korbbogengewände, Krüppelwalmdach, baugeschichtlich und straßenbildprägend von Bedeutung. Krüppelwalmdach, korbbogiger Eingang. | 09300070 |
| Direkt Bild zu diesem Denkmal hochladen | Bogenbrücke                                                                                               | Biensdorf 80 (bei) (Karte) | 19. Jh.                                                                  | Sandstein, baugeschichtlich von Bedeutung. | 09224179 |
| Direkt Bild zu diesem Denkmal hochladen | Nördliches Wohnstallhaus und westliche Scheune eines ehemaligen Bauernhofes, dazu Hofmauer und Torpfeiler | Biensdorf 81 (Karte)       | bez. 1790                                                                | Wohnstallhaus Putzbau mit Ziergiebel, Satteldach, baugeschichtlich und wirtschaftsgeschichtlich von Bedeutung. Drei Korbbogentüren, eine im Schlussstein bezeichnet, Giebel mit Vasenaufsatz. | 09224180 |
| Direkt Bild zu diesem Denkmal hochladen | Wohnstallhaus und Seitengebäude eines Bauernhofes                                                         | Biensdorf 82; 83 (Karte)   | um 1850                                                                  | Wohnstallhaus (Nr. 82) und Seitengebäude (Nr. 83) eines Bauernhofes – Wohnstallhaus Putzbau mit Ziergiebel und Satteldach, Seitengebäude verputzter Bruchsteinbau mit zwei Segmentbogentoren und Satteldach, baugeschichtlich und wirtschaftsgeschichtlich von Bedeutung.                                                                              | 09300069 |
| Direkt Bild zu diesem Denkmal hochladen | Wohnstallhaus eines Bauernhofes                                                                           | Biensdorf 84 (Karte)       | bez. 1857                                                                | verputzter Bruchsteinbau mit Zwillingsfenster im Giebel, baugeschichtlich von Bedeutung. | 09300072 |
| Direkt Bild zu diesem Denkmal hochladen | Wohnstallhaus und Seitengebäude eines Bauernhofes                                                         | Lochau 86 (Karte)          | Bezeichnet mit 1750                                                      | Wohnstallhaus verputzter Bruchsteinbau, Giebel verbrettert, bau- und wirtschaftsgeschichtlich von Bedeutung | 09224177 |
| Direkt Bild zu diesem Denkmal hochladen | Wohnstallhaus und Seitengebäude eines Hakenhofes, dazu Hofmauer mit Toreinfahrt und Pforte                | Lochau 88 (Karte)          | Bezeichnet mit 1798 (Wohnstallhaus); bezeichnet mit 1908 (Seitengebäude) | Wohnstallhaus Putzbau mit Ziergiebel, Scheune Obergeschoss verbrettert, bau- und wirtschaftsgeschichtlich von Bedeutung | 09224176 |

## Döbra
| Bild                                    | Bezeichnung                                                                                 | Lage                            | Datierung              | Beschreibung | ID       |
| --------------------------------------- | ------------------------------------------------------------------------------------------- | ------------------------------- | ---------------------- | --- | -------- |
|                                         | Kirche und Kirchhof Döbra                                                                   | Döbraer Straße (Karte)          | Kern 1507 und älter    | Kirche mit Kirchhof, Grufthaus, Einfriedung und Torbogen – kleine Saalkirche mit Satteldach und Dachreiter, Putzbau mit geradem Ostschluss, baugeschichtlich und ortsgeschichtlich von Bedeutung. | 09224871 |
| Direkt Bild zu diesem Denkmal hochladen | Wohnstallhaus                                                                               | Döbraer Straße 2 (Karte)        | Anfang 19. Jh.         | Obergeschoss Fachwerk, Giebel verbrettert, baugeschichtlich von Bedeutung. Bruchsteinmauerwerk, Fenster und Türen mit Sandsteingewände Traufseite. | 09224864 |
| Direkt Bild zu diesem Denkmal hochladen | Wohnstallhaus und Auszugshaus eines ehem. Vierseithofes                                     | Döbraer Straße 5 (Karte)        | 2. Hälfte 19. Jh.      | Östliches Wohnstallhaus und nordwestliches Auszugshaus eines ehemaligen Vierseithofes, dazu Einfriedungsmauern – östliches Wohnstallhaus Putzbau mit hohem Satteldach und Dachhecht, nordwestliches Auszugshaus Putzbau mit Krüppelwalmdach, baugeschichtlich und wirtschaftsgeschichtlich von Bedeutung. | 09224865 |
| Direkt Bild zu diesem Denkmal hochladen | Bogenbrücke                                                                                 | Döbraer Straße 6a (vor) (Karte) | 19. Jh.                | baugeschichtlich von Bedeutung | 09224876 |
| Direkt Bild zu diesem Denkmal hochladen | Wohnstallhaus, Auszugshaus und Scheune mit angebautem Schuppen eines Vierseithofes          | Döbraer Straße 7 (Karte)        | 2. Hälfte 19. Jh.      | Wohnstallhaus Putzbau mit Zwillingsfenster im Giebel, Scheune zum Teil verbrettert, baugeschichtlich und wirtschaftsgeschichtlich von Bedeutung. Auszugshaus 1920er Jahre verändert. | 09224866 |
| Direkt Bild zu diesem Denkmal hochladen | Wohnhaus                                                                                    | Döbraer Straße 15 (Karte)       | über der Tür bez. 1852 | Putzbau mit Zwillingsfenster im Giebel, über der Tür bezeichnet, baugeschichtlich von Bedeutung. Mit Verdachung über dem Türsturz, Inschrifttafel. | 09224869 |
| Direkt Bild zu diesem Denkmal hochladen | Pfarrhaus                                                                                   | Döbraer Straße 17 (Karte)       | Ende 19. Jh.           | schlichter Putzbau mit Gurtgesims und Satteldach, baugeschichtlich und ortsgeschichtlich von Bedeutung, mit Stockgesimsen und Türverdachung. | 09224870 |
| Direkt Bild zu diesem Denkmal hochladen | Wohnstallhaus                                                                               | Döbraer Straße 21 (Karte)       | um 1800                | Obergeschoss Fachwerk, Giebel verbrettert, baugeschichtlich von Bedeutung. | 09224872 |
| Direkt Bild zu diesem Denkmal hochladen | Wohnstallhaus und Scheune eines Zweiseithofes                                               | Döbraer Straße 25 (Karte)       | Mitte 19. Jh.          | Südliches Wohnstallhaus, bestehend aus zwei Gebäudeteilen und nördliche Scheune eines Zweiseithofes sowie Auffahrt mit Stützmauer - Wohnstallhaus westlicher Teil Putzbau mit verbrettertem Giebel, östlicher Teil Obergeschoss Fachwerk, Scheune Obergeschoss Fachwerk verbrettert, Stützmauer aus Trockenmauerwerk, baugeschichtlich und wirtschaftsgeschichtlich von Bedeutung. | 09224873 |
| Direkt Bild zu diesem Denkmal hochladen | Torbogen des ehemaligen Erbgerichts                                                         | Döbraer Straße 35 (Karte)       | um 1800                | Rundbogen mit Schlussstein, baugeschichtlich von Bedeutung, bildprägend. | 09224875 |
| Direkt Bild zu diesem Denkmal hochladen | Wohnstallhaus und Scheune eines Bauernhofes                                                 | Döbraer Straße 36 (Karte)       | 2. Hälfte 19. Jh.      | Südliches Wohnstallhaus und nördliche Scheune mit winklig angebautem Seitengebäude eines Bauernhofes sowie zwei Hofbäume - Wohnstallhaus Putzbau mit Satteldach, Scheune und Seitengebäude verbrettert, Scheune mit Durchfahrt, zwei Hofbäume flankieren Hofeinfahrt, baugeschichtlich und wirtschaftsgeschichtlich von Bedeutung, strukturprägende Hofanlage. | 09224859 |
| Direkt Bild zu diesem Denkmal hochladen | Wohnstallhaus und winkliges Seitengebäude eines Gehöfts                                     | Döbraer Straße 38 (Karte)       | 1. Hälfte 19. Jh.      | Putzbauten, Wohnstallhaus mit Krüppelwalmdach, baugeschichtlich und straßenbildprägend von Bedeutung. | 09300067 |
| Direkt Bild zu diesem Denkmal hochladen | Wohnstallhaus, Seitengebäude und Scheune eines Dreiseithofes                                | Döbraer Straße 40 (Karte)       | 2. Hälfte 19. Jh.      | Wohnstallhaus, Seitengebäude und Scheune eines Dreiseithofes, dazu Hofmauer mit Toreinfahrt und Pforte zum Garten – Wohnstallhaus Putzbau mit Zwillingsfenster im Giebel, Satteldach, Seitengebäude mit Tordurchfahrt, baugeschichtlich und wirtschaftsgeschichtlich von Bedeutung. Wohnstallhaus mit gekuppelten Giebelfenstern, identisch bei der Scheune, Stall mit Gewölbe, Wohnteil unterkellert mit Gewölbe. | 09224851 |
| Direkt Bild zu diesem Denkmal hochladen | Wohnstallhaus, Scheune und Seitengebäude eines Dreiseithofes                                | Döbraer Straße 43 (Karte)       | 1834                   | Östliches Wohnstallhaus, westliche Scheune und Seitengebäude eines Dreiseithofes, dazu Hofmauer – Wohnstallhaus Putzbau mit Satteldach, Giebel verschiefert, baugeschichtlich, wirtschaftsgeschichtlich und ortsbildprägend von Bedeutung. | 09224857 |
| Direkt Bild zu diesem Denkmal hochladen | Scheune und Seitengebäude eines Bauernhofes                                                 | Döbraer Straße 46 (Karte)       | bez. 1893              | Südliche Scheune und östliches Seitengebäude eines Bauernhofes, dazu Hofmauer mit Toreinfahrt und Gitter – Putzbauten, Seitengebäude mit Dacherker, darin Rundfenster, baugeschichtlich und wirtschaftsgeschichtlich von Bedeutung. | 09224852 |
| Direkt Bild zu diesem Denkmal hochladen | Wohnstallhaus und Scheune eines Dreiseithofes                                               | Döbraer Straße 47; 49 (Karte)   | 1. Hälfte 19. Jh.      | Westliches Wohnstallhaus (Nr. 49) und nördliche Scheune (Nr. 47) – Wohnstallhaus Putzbau mit Satteldach, mit hölzernen Windfängen, Scheune zum Teil verbrettert, baugeschichtlich und wirtschaftsgeschichtlich von Bedeutung. | 09224856 |
| Direkt Bild zu diesem Denkmal hochladen | Westliches Wohnstallhaus, südliches Seitengebäude und nördliche Scheune eines Dreiseithofes | Döbraer Straße 48 (Karte)       | um 1800 und jünger     | baugeschichtlich und wirtschaftsgeschichtlich von Bedeutung, bildprägend. Wohnstallhaus mit Korbbogentürgewände aus Sandstein, neu verputzt, alter Schornsteinaufsatz. Keller: Unter dem Wohnteil im Erdgeschoss. Erdgeschoss: Prinzip des Wohnstallhauses, großzügig zugeschnittene Große und Kleine Stube mit beachtenswerten Raumhöhen von 2,5 m, weiterhin Küche und „Gewölbe“ (Speisenvorratsraum, jetzt als Bad ausgebaut), Kuhstall für 27 Tiere (!) und 9 Kälber, durch Innenwände später verändert, Kappengewölbe, Säulen mit einfachen Kapitellen. Obergeschoss: Für große Bauernhäuser typischer geräumiger Oberflur, Raumhöhe im Gegensatz zum Erdgeschoss gering – ca. 2,0 m, Mittelgang über dem Stallbereich, Kammern. Dachboden und Dach: Großer stützenfreier Dachraum durch liegenden Dachstuhl, Oberboden und Spitzboden, Vollschalung mit Schieferdeckung. | 09224853 |
| Direkt Bild zu diesem Denkmal hochladen | Wohnstallhaus eines ehemaligen Dreiseithofes                                                | Döbraer Straße 53 (Karte)       | bez. 1835              | Wohnstallhaus mit Stockgesimsen und aufwendigem Portal, Sonnenuhr in der Fassade, baugeschichtlich von Bedeutung. Durchlaufende Sandsteinstockgesimse, Portal mit leicht veränderter Tür, originale Türbeschläge. | 09224855 |
| Direkt Bild zu diesem Denkmal hochladen | Obere Mühle Trebnitzgrund                                                                   | Döbraer Straße 55 (Karte)       | 2. Hälfte 19. Jh.      | Zwei Gebäude der Mühle, davor Bruchstein-Bogenbrücke – zweigeschossige Putzbauten, einer mit aufwändigem Portal, baugeschichtlich und ortsgeschichtlich von Bedeutung. | 09224858 |

## Großröhrsdorf
| Bild                                    | Bezeichnung | Lage                                        | Datierung                                       | Beschreibung | ID       |
| --------------------------------------- | --- | ------------------------------------------- | ----------------------------------------------- | --- | -------- |
| Direkt Bild zu diesem Denkmal hochladen | Sachgesamtheitsbestandteil der Sachgesamtheit Müglitztalbahn, Teilabschnitt Liebstadt, OT Großröhrsdorf mit den Sachgesamtheitsteilen: Müglitzbrücke und Gleiskörper (Sachgesamtheitsliste, Gemeinde Heidenau - ID-Nr. 09221668) | (Karte)                                     | 1937                                            | Sachgesamtheitsbestandteil der Sachgesamtheit Müglitztalbahn, Teilabschnitt Liebstadt, OT Großröhrsdorf (ohne Einzeldenkmale) mit folgenden Sachgesamtheitsteilen: Müglitzbrücke (km 11,219) und Gleiskörper (Sachgesamtheitsliste, Gemeinde Heidenau ID-Nr. 09221668) – Sachgesamtheit mit Hochbauten und Ingenieurbauten sowie den erhaltenen Zeugnissen der alten Schmalspurbahn in den Gemeinden Heidenau (ohne OT), Dohna (OT Dohna, Köttewitz), Müglitztal (OT Weesenstein, Burkhardswalde, Mühlbach), Liebstadt (OT Großröhrsdorf), Glashütte (OT Bärenhecke, OT Cunnersdorf, Schlottwitz, Neudörfel, Rückenhain, Dittersdorf, Glashütte) und Altenberg (OT Bärenstein, Altenberg, Geising, Lauenstein), singuläre Anlage von überregionaler geschichtlicher Bedeutung. | 09302481 |
|                                         | Steinkreuz | Großröhrsdorfer Straße (Karte)              | Spätmittelalter                                 | spätmittelalterliches Radkreuz aus Sandstein, kulturgeschichtlich und ortsgeschichtlich von Bedeutung. | 09224178 |
| Direkt Bild zu diesem Denkmal hochladen | Wohnstallhaus, Seitengebäude und Scheune eines Dreiseithofes | Großröhrsdorfer Straße 1 (Karte)            | 1848                                            | Östliches Wohnstallhaus, südliches Seitengebäude und Scheune eines Dreiseithofes, dazu zwei Torpfeiler – Wohnstallhaus Putzbau mit Satteldach, baugeschichtlich und wirtschaftsgeschichtlich von Bedeutung, bildprägend. | 09224167 |
| Direkt Bild zu diesem Denkmal hochladen | Südliches Wohnstallhaus, nördliches Seitengebäude und westliche Scheune eines Bauernhofes, dazu Hofmauer | Großröhrsdorfer Straße 3 (Karte)            | bez. 1810                                       | Wohnstallhaus Obergeschoss zum Teil Fachwerk, Korbbogenportal mit Schlussstein, dort bezeichnet, baugeschichtlich und wirtschaftsgeschichtlich von Bedeutung, bildprägend. Pforte zugemauert, Wohnstallhaus: Korbbogentür im Schlussstein bezeichnet. | 09224165 |
| Direkt Bild zu diesem Denkmal hochladen | Gasthaus | Großröhrsdorfer Straße 4 (Karte)            | bez. 1835                                       | breit gelagerter Putzbau mit Krüppelwalmdach, im Türschlussstein bezeichnet, baugeschichtlich und ortsgeschichtlich von Bedeutung. | 09224164 |
| Direkt Bild zu diesem Denkmal hochladen | Östliches Wohnstallhaus, westliches Seitengebäude und Scheune eines Dreiseithofes, dazu Taubenhaus, Torpfeiler und Pforte | Großröhrsdorfer Straße 5 (Karte)            | 2. Hälfte 19. Jh.                               | Wohnstallhaus lang gestreckter Putzbau mit Satteldach, Seitengebäude und Scheune Putzbauten mit Drempel, turmartiges Taubenhaus im Hof, baugeschichtlich und wirtschaftsgeschichtlich von Bedeutung, bildprägend. Wohnstallhaus mit Konsolgesims und Wappen über der Tür. | 09224163 |
| Direkt Bild zu diesem Denkmal hochladen | Westliches Wohnstallhaus, südöstliches Seitengebäude und Scheune eines Dreiseithofes | Großröhrsdorfer Straße 6 (Karte)            | bez. 1785                                       | Wohnstallhaus Putzbau mit Satteldach, Korbbogentür mit Schlussstein, ehemalige Scheune Obergeschoss Fachwerk verbrettert, verändert, baugeschichtlich und wirtschaftsgeschichtlich von Bedeutung. Wohnstallhaus Korbbogentür im Schlussstein bezeichnet. | 09224162 |
| Direkt Bild zu diesem Denkmal hochladen | Steinkreuz | Großröhrsdorfer Straße 8 (bei) (Karte)      | Spätmittelalter                                 | spätmittelalterliches Weg-, Gedenk- oder Sühnekreuz aus Sandstein, ortsgeschichtlich von Bedeutung. | 09224168 |
| Direkt Bild zu diesem Denkmal hochladen | Kriegerdenkmal | Großröhrsdorfer Straße 13 (bei) (Karte)     | nach 1918                                       | Kriegerdenkmal: Denkmal für die Gefallenen des Ersten und Zweiten Weltkrieges – unbehauener Granitblock mit zwei Inschrifttafeln, ortsgeschichtlich von Bedeutung. | 09224171 |
| Direkt Bild zu diesem Denkmal hochladen | Wohnstallhaus und Scheune eines Zweiseithofes, dazu Hofmauer mit Toreinfahrt und Pforte | Großröhrsdorfer Straße 14; 14a; 14b (Karte) | 3. Drittel 19. Jh.                              | Wohnstallhaus mit Zwillingsfenster im Giebel, Satteldach, Scheune Putzbau mit Zwillingsfenster im Giebel und großen Toren, heute Wohnhaus, baugeschichtlich und ortsbildprägend von Bedeutung. | 09224160 |
| Direkt Bild zu diesem Denkmal hochladen | Schule | Großröhrsdorfer Straße 17 (Karte)           | bez. 1855                                       | zeittypischer Putzbau mit Zwillingsfenster im Giebel, durch Konsolgesims geschmücktes Portal an der Giebelseite, baugeschichtlich und ortsgeschichtlich von Bedeutung. Konsolgesims über der Tür bezeichnet. | 09224159 |
| Direkt Bild zu diesem Denkmal hochladen | Wohnstallhaus eines Bauernhofes sowie zwei Torpfeiler | Großröhrsdorfer Straße 18 (Karte)           | um 1800                                         | lang gestreckter Putzbau, Giebeldreieck verschiefert, Satteldach, baugeschichtlich von Bedeutung. | 09300068 |
| Direkt Bild zu diesem Denkmal hochladen | Wohnstallhaus, Seitengebäude und Scheune eines Dreiseithofes | Großröhrsdorfer Straße 22 (Karte)           | bez. 1807                                       | Nördliches Wohnstallhaus, westliches Seitengebäude und Scheune mit winkligem Anbau eines Dreiseithofes, dazu Hofmauer mit zwei Torpfeilern und Pforte – Wohnstallhaus Putzbau mit Zwillingsfenster im Giebel, Satteldach, baugeschichtlich von Bedeutung. Wohnstallhaus im Schlussstein der ehem. Tür bezeichnet. | 09224182 |
| Direkt Bild zu diesem Denkmal hochladen | Östliches Wohnstallhaus, Seitengebäude und nördliche Scheune eines Dreiseithofes, dazu Hofmauer mit Torbogen und Pforte | Großröhrsdorfer Straße 24 (Karte)           | Anfang 19. Jh.                                  | Wohnstallhaus Putzbau mit Satteldach, Seitengebäude Obergeschoss Fachwerk, Scheune zum Teil verbrettert, mit Hocheinfahrt, Torbogen mit Kämpfer und Schlussstein, verziert, baugeschichtlich, wirtschaftsgeschichtlich und ortsbildprägend von Bedeutung. | 09224181 |
| Direkt Bild zu diesem Denkmal hochladen | Wohnhaus | Großröhrsdorfer Straße 31 (Karte)           | Anfang 19. Jh.                                  | Obergeschoss Fachwerk verputzt, Giebel verbrettert, baugeschichtlich von Bedeutung. | 09224184 |
| Direkt Bild zu diesem Denkmal hochladen | Bogenbrücke | Großröhrsdorfer Straße 31 (bei) (Karte)     | 19. Jh.                                         | Sandstein, baugeschichtlich von Bedeutung. | 09224183 |
| Direkt Bild zu diesem Denkmal hochladen | Ehemalige Bäckerei, mit späterem nordöstlichen Anbau | Großröhrsdorfer Straße 32 (Karte)           | bez. 1825 im Schlussstein, Kern womöglich älter | womöglich ursprünglich Gasthof, aus drei Gebäudeteilen bestehender Komplex, mittlerer Teil am ältesten, nordöstlicher jüngerer Wohnanbau mit Walmdach, südlicher eingeschossiger Anbau kein Denkmal, baugeschichtlich und ortsgeschichtlich von Bedeutung. Altbau mit Haustür-Gewände und weiterem Segmentbogengewände, altes Gebäude mit sorgfältig gezwickeltem Bruchsteinmauerwerk, weitgehend ursprünglich erhaltenes Wand-Öffnung-Verhältnis, Satteldach mit ca. 50 Grad Neigung, Anbau: zweigeschossiger Putzbau, intaktes Wand-Öffnung-Verhältnis, originales historistisches Türblatt. Anbau durch Türbekrönung und Walmdach optisch gehoben, bau- und womöglich ortsgeschichtliche Bedeutung.                                                                         | 09225490 |
| Direkt Bild zu diesem Denkmal hochladen | Wohnstallhaus und Scheune eines Zweiseithofes, dazu nördliche Hofmauer mit zwei Pforten und südliche Hofmauer mit Einfahrt | Großröhrsdorfer Straße 34 (Karte)           | bez. 1862                                       | Wohnstallhaus Putzbau mit Satteldach, Scheune zum Teil verbrettert, baugeschichtlich und ortsbildprägend von Bedeutung. Scheune mit Hochfahrt und Fenstern im Obergeschoss. | 09224173 |
| Direkt Bild zu diesem Denkmal hochladen | Wohnstallhaus, Seitengebäude, Scheune und Torhaus eines ehem. Vierseithofes, dazu Toreinfahrt mit zwei Torpfeilern und Pforte | Großröhrsdorfer Straße 35 (Karte)           | 2. Hälfte 19. Jh.                               | Wohnstallhaus lang gestreckter Putzbau mit Satteldach, hölzernes Torhäuschen, Scheune zum Teil verbrettert, baugeschichtlich, wirtschaftsgeschichtlich und ortsbildprägend von Bedeutung. | 09224172 |
| Direkt Bild zu diesem Denkmal hochladen | Nordöstliches winkelförmiges Wohnstallhaus eines Bauernhofes | Großröhrsdorfer Straße 42 (Karte)           | 2. Hälfte 19. Jh.                               | Putzbau mit Satteldach, baugeschichtlich von Bedeutung, bildprägend. Obergeschoss evtl. Fachwerk verputzt, mit Korbbogentür. | 09224166 |
| Direkt Bild zu diesem Denkmal hochladen | Nördliches Wohnstallhaus mit Sonnenuhr und westliche Scheune über winkligem Grundriss eines Bauernhofes sowie Hofmauer und Toreinfahrt                                                                                           | Großröhrsdorfer Straße 45 (Karte)           | 2. Hälfte 19. Jh.                               | baugeschichtlich und wirtschaftsgeschichtlich von Bedeutung. Sonnenuhr an Fassadenecke des Wohnstallhauses, südliches Auszugshaus Abbruch, Scheune über winkligem Grundriss stark verändert, Einfahrt am Zufahrtsweg mit Rundbogenpforte, Kämpfer und Schlussstein verziert. | 09224169 |
| Direkt Bild zu diesem Denkmal hochladen | Wohnhaus mit angebautem Stall, Seitengebäude und Scheune eines Dreiseithofes | Großröhrsdorfer Straße 50 (Karte)           | um 1900                                         | Seitengebäude Obergeschoss zum Teil Fachwerk, baugeschichtlich und wirtschaftsgeschichtlich von Bedeutung. | 09224170 |
|                                         | Schneckenmühle | Großröhrsdorfer Straße 95 (Karte)           | bez. 1844                                       | Wohnmühlenhaus (ohne Verandenanbau), dahinter liegender Felsenkeller und Seitengebäude jenseits der Straße – Wohnmühlenhaus Putzbau über winkligem Grundriss, im Innern bezeichnet, hölzernes Seitengebäude, baugeschichtlich und ortsgeschichtlich von Bedeutung. | 09224175 |
|                                         | Mord- und Sühnekreuz | Müglitztalstraße (Karte)                    | 15./16. Jh.                                     | ortsgeschichtlich von Bedeutung. Kopf, Arme und Schaft zur Kreuzung zu verjüngend. SW-Seite, im oberen Kopfteil beginnend und bis in Höhe der unteren Armkante reichend, eingehauen: Schwert - nur noch schwach sichtbar. SW-Seite vom NW-Arm eingehauen: kleines gleichschenkliges Malteserkreuz. SW-Seite vom SO-Arm eingeritzt: kleines Kreuz mit abgeschlossenen Enden. | 09278292 |

## Herbergen
| Bild                                    | Bezeichnung | Lage                       | Datierung                   | Beschreibung | ID       |
| --------------------------------------- | --- | -------------------------- | --------------------------- | --- | -------- |
| Direkt Bild zu diesem Denkmal hochladen | Sachgesamtheitsbestandteil der Sachgesamtheit Alte Dresden-Teplitzer Poststraße                                       | Herbergen (Karte)          | 18. Jh. (Straße)            | Sachgesamtheitsbestandteil der Sachgesamtheit Alte Dresden-Teplitzer Poststraße (ID-Nr. 09229999): Straße im OT Herbergen – regionalgeschichtlich und verkehrsgeschichtlich von Bedeutung. Anmerkung: Straßenabschnitt nördlich vom Erlichtteich. | 09227033 |
|                                         | Wohnstallhaus und Stallscheune eines Bauernhofes                                                                      | Herbergen 2; 3 (Karte)     | bez. 1789, später verändert | Wohnstallhaus Putzbau mit schlichter, lisenenartiger Putzgliederung, baugeschichtlich und wirtschaftsgeschichtlich von Bedeutung. Wohnstallhaus bezeichnet 1789 (im Türsturz). | 09222023 |
| Direkt Bild zu diesem Denkmal hochladen | Nördliches Wohnstallhaus und östliches Seitengebäude eines Bauernhofes                                                | Herbergen 6 (Karte)        | bez. 1888                   | Putzbauten mit Satteldächern, Wohnstallhaus mit Lüftungsrosetten im Drempelbereich, Seitengebäude mit Toreinfahrt an der Rückseite, baugeschichtlich und wirtschaftsgeschichtlich von Bedeutung. | 09300073 |
| Direkt Bild zu diesem Denkmal hochladen | Wohnstallhaus eines Bauernhofes                                                                                       | Herbergen 8 (Karte)        | 2. Hälfte 19. Jh.           | repräsentativer Putzbau mit straßenseitigem Zwillingsfenster im Giebel, baugeschichtlich von Bedeutung. | 09222022 |
|                                         | Wohnstallhaus mit Anbau, Scheune und Auszüglerhaus eines Dreiseithofes, dazu Hofmauer und Torpfeiler                  | Herbergen 10; 10a (Karte)  | bez. 1808                   | Wohnstallhaus Obergeschoss Fachwerk verputzt, Auszüglerhaus Obergeschoss Sichtfachwerk, baugeschichtlich, sozialgeschichtlich und wirtschaftsgeschichtlich von Bedeutung. Wohnstallhaus: Schlussstein einer Korbbogentür bezeichnet1808, Auszüglerhaus: vorderer Teil verändert. | 09222021 |
|                                         | Denkmal für die Gefallenen des Deutsch-Französischen Krieges                                                          | Herbergen 11 (bei) (Karte) | um 1895 (Kriegerdenkmal)    | geschichtlich von Bedeutung. Inschrift: „Zur Erinnerung an den siegreichen Feldzug 1870–71/Gestiftet zum 25. ... Gedenktag 12. Sept 1896(?) v.k.s. Militärverein Liebstadt und Umgegend“. | 09222020 |
|                                         | Wohnstallhaus, zwei Scheunen und Seitengebäude eines Vierseithofes                                                    | Herbergen 12; 12a (Karte)  | 1. Hälfte 19. Jh.           | Wohnstallhaus (Nr. 12), nordöstliche Scheune und südöstliche Scheune mit winklig angebautem Seitengebäude (Nr. 12a) eines Vierseithofes sowie zwei Torpfeiler – Wohnstallhaus Putzbau mit Korbbogenportal, Satteldach, baugeschichtlich und wirtschaftsgeschichtlich von Bedeutung, strukturprägende Hofanlage. Wohnstallhaus: Korbbogentür mit Schlussstein.                                | 09222019 |
|                                         | Westliches Wohnstallhaus, nördliche Scheune und Hofeinfahrt eines ehem. Dreiseithofes                                 | Herbergen 13 (Karte)       | bez. 1868                   | Wohnhaus Putzbau mit Zwillingsfenster im Giebel, Lüftungsrosetten im Drempelbereich, Satteldach, Scheune lang gestreckter Putzbau mit Drempel, baugeschichtlich und wirtschaftsgeschichtlich von Bedeutung, strukturprägende Hofanlage. „Herr schütz und segne dieses Haus wer darin gehet ein und aus. Erbaut 1868 E. H. Kerndt“ = Inschrift über der Tür.                                  | 09222018 |
|                                         | Westliches Wohnstallhaus und Scheune eines Zweiseithofes                                                              | Herbergen 14 (Karte)       | Mitte 19. Jh.               | Wohnstallhaus verputzter Bruchsteinbau, Zwillingsfenster im Giebel, Satteldach, Scheune verbrettert, baugeschichtlich und wirtschaftsgeschichtlich von Bedeutung. Scheune verbrettert, Wohnstallhaus mit originalen Fenstern. | 09222017 |
|                                         | Westliches Wohnstallhaus, nördliche Scheune mit Durchfahrt, südliches Seitengebäude und Toranlage eines Vierseithofes | Herbergen 17 (Karte)       | bez. 1792                   | Wohnstallhaus Putzbau mit Korbbogentür, Satteldach mit Fledermausgaupen, Seitengebäude Putzbau mit Drempel, Zwillingsfenster im Giebel, baugeschichtlich und wirtschaftsgeschichtlich von Bedeutung, strukturprägende Hofanlage. Wohnstallhaus: im Schlussstein der Korbbogentür bezeichnet 1792, östliche Scheune bezeichnet 1880, Toranlage mit zwei Giebelfeldern, eines bezeichnet 1868. | 09222024 |

## Seitenhain
| Bild                                    | Bezeichnung | Lage                  | Datierung         | Beschreibung | ID       |
| --------------------------------------- | --- | --------------------- | ----------------- | --- | -------- |
| Direkt Bild zu diesem Denkmal hochladen | Nördliches Wohnstallhaus und südliches Seitengebäude eines Dreiseithofes mit Resten der Hofeinfahrt                                     | Seitenhain 1 (Karte)  | um 1900           | Wohnstallhaus mehrgliedriger Putzbau, teilweise Fachwerk im Obergeschoss, Seitengebäude Bruchstein verputzt, Steingewände, drei große aneinandergereihte Tore, Toreinfahrt aus Natursteinen, baugeschichtlich und wirtschaftsgeschichtlich von Bedeutung. | 09222124 |
| Direkt Bild zu diesem Denkmal hochladen | Westliches Wohnstallhaus, nördliches Seitengebäude und südliche Scheune eines Vierseithofes sowie Torbogen in der Südwestecke des Hofes | Seitenhain 2 (Karte)  | um 1800           | Wohnstallhaus Putzbau mit Satteldach, Giebel verbrettert, Sandsteingewände, Seitengebäude Obergeschoss Fachwerk, baugeschichtlich und wirtschaftsgeschichtlich von Bedeutung. Wohnstallhaus: Korbbogentür mit Schlussstein.                               | 09222128 |
| Direkt Bild zu diesem Denkmal hochladen | Südliches Wohnstallhaus, westliches Seitengebäude nördliche Scheune eines Dreiseithofes                                                 | Seitenhain 12 (Karte) | 2. Hälfte 19. Jh. | Wohnstallhaus Putzbau mit Satteldach, Seitengebäude Obergeschoss Fachwerk verbrettert, baugeschichtlich und wirtschaftsgeschichtlich von Bedeutung. | 09222127 |
| Direkt Bild zu diesem Denkmal hochladen | Wohnstallhaus und zwei Scheunen eines Dreiseithofes sowie zwei Torpfeiler                                                               | Seitenhain 13 (Karte) | Mitte 19. Jh.     | Wohnstallhaus Putzbau mit Satteldach, Zwillingsfenster im Giebel, baugeschichtlich und wirtschaftsgeschichtlich von Bedeutung. | 09222126 |
| Direkt Bild zu diesem Denkmal hochladen | Wohnstallhaus, Seitengebäude (mit Heuboden) und Scheune eines Dreiseithofes                                                             | Seitenhain 14 (Karte) | bez. 1837         | Wohnstallhaus Putzbau mit Krüppelwalmdach, Scheune Bruchstein, Drempel verbrettert, baugeschichtlich und wirtschaftsgeschichtlich von Bedeutung. Wohnstallhaus im Türschlussstein bezeichnet 1837.                                                        | 09222125 |
| Direkt Bild zu diesem Denkmal hochladen | Nachtwächterhaus (sog.) | Seitenhain 17 (Karte) | 1. Hälfte 19. Jh. | vermutlich Obergeschoss Fachwerk verputzt, sozialgeschichtlich von Bedeutung. | 09300075 |

## Waltersdorf
| Bild                                    | Bezeichnung | Lage                                        | Datierung                            | Beschreibung | ID       |
| --------------------------------------- | --- | ------------------------------------------- | ------------------------------------ | --- | -------- |
| Direkt Bild zu diesem Denkmal hochladen | Denkmalschutzgebiet Waltersdorf |                                             |                                      | Vorschlag für ein Denkmalschutzgebiet | 09300027 |
| Direkt Bild zu diesem Denkmal hochladen | Bogenbrücke | Waltersdorfer Straße (Karte)                | 19. Jh.                              | Bruchstein, verkehrsgeschichtlich von Bedeutung. Material: grob gebrochener Granit. | 09224831 |
| Direkt Bild zu diesem Denkmal hochladen | Wegestein | Waltersdorfer Straße (Karte)                | bez. 1838                            | verkehrsgeschichtlich von Bedeutung. | 09224836 |
| Direkt Bild zu diesem Denkmal hochladen | Wohnstallhaus eines Bauernhofes | Waltersdorfer Straße 2 (Karte)              | 2. Hälfte 18. Jh.                    | Putzbau, Giebel verbrettert, Satteldach, baugeschichtlich und sozialgeschichtlich von Bedeutung. Erdgeschoss Bruchstein, Obergeschoss Ziegelmauerwerk, Obergeschoss mit Winterfenstern. | 09224850 |
| Direkt Bild zu diesem Denkmal hochladen | Wohnstallhaus und Scheune eines Bauernhofes | Waltersdorfer Straße 5 (Karte)              | um 1800                              | Wohnstallhaus Putzbau mit Korbbogenportal, Satteldach, späterer Scheunenanbau, baugeschichtlich und wirtschaftsgeschichtlich von Bedeutung. Sandsteintürgewände mit Schlussstein. | 09224848 |
| Direkt Bild zu diesem Denkmal hochladen | Westliches Wohnstallhaus, nördliches Auszugshaus und südliche Scheune (mit Hocheinfahrt) eines Dreiseithofes, dazu Hofmauer mit Toreinfahrt             | Waltersdorfer Straße 7 (Karte)              | um 1800                              | baugeschichtlich und wirtschaftsgeschichtlich von Bedeutung, bild- und strukturprägende Hofanlage. Auszugshaus 2. Hälfte des 19. Jahrhunderts, Scheune Ende 19. Jahrhundert, Wohnstallhaus ehemals strohgedeckt, 1904 Neueindeckung (Auskunft).                                                                                             | 09224847 |
|                                         | Nördliches Wohnstallhaus, östliche Seitengebäude und südliche Scheune mit östlichem Anbau eines Vierseithofes, dazu Hofmauer mit Toreinfahrt und Pforte | Waltersdorfer Straße 9 (Karte)              | um 1800                              | Wohnstallhaus Obergeschoss zum Teil Fachwerk verbrettert, baugeschichtlich und sozialgeschichtlich von Bedeutung. | 09224846 |
| Direkt Bild zu diesem Denkmal hochladen | Nördliches Wohnstallhaus eines ehemaligen Dreiseithofes                                                                                                 | Waltersdorfer Straße 14 (Karte)             | bez. 1784                            | baugeschichtlich und wirtschaftsgeschichtlich von Bedeutung. Wohnstallhaus aus Bruchstein, mit Sandsteinfensterumrahmungen, Schieferdach, Inschrifttafel bez. | 09224844 |
| Direkt Bild zu diesem Denkmal hochladen | Zwei Steinkreuze | Waltersdorfer Straße 14 (gegenüber) (Karte) | Spätmittelalter                      | ortsgeschichtlich von Bedeutung. | 09300076 |
| Direkt Bild zu diesem Denkmal hochladen | Schmiede | Waltersdorfer Straße 16 (zu) (Karte)        | Ende 19. Jh.                         | ortsgeschichtlich von Bedeutung. Zweigeschossiges Werkstattgebäude, Stallanbau jünger. | 09224843 |
| Direkt Bild zu diesem Denkmal hochladen | Wohnstallhaus und Scheune eines Zweiseithofes, dazu Toreinfahrt                                                                                         | Waltersdorfer Straße 18 (Karte)             | 1875 (Auskunft)                      | baugeschichtlich und wirtschaftsgeschichtlich von Bedeutung. Stallteil mit preußischen Kappen, ehem. mit Kreuzgewölbe, in den 20er Jahren umgebaut (Auskunft), Kapitellsteine noch erhalten, Scheune zum Teil verbrettert. | 09224842 |
| Direkt Bild zu diesem Denkmal hochladen | Südöstliches Wohnstallhaus und im Winkel angebaute Scheune                                                                                              | Waltersdorfer Straße 20 (Karte)             | 1. Hälfte 19. Jh.                    | baugeschichtlich und wirtschaftsgeschichtlich von Bedeutung. Scheune mit Hocheinfahrt. | 09224841 |
| Direkt Bild zu diesem Denkmal hochladen | Schulgebäude | Waltersdorfer Straße 20b (Karte)            | 1907/1908 (Auskunft)                 | Putzbau mit in Schiefer gedecktem Walmdach und Uhrentürmchen, baugeschichtlich und ortsgeschichtlich von Bedeutung. Mansardwalmdach. | 09224840 |
| Direkt Bild zu diesem Denkmal hochladen | Wohnstallhaus, Seitengebäude, Scheune und hölzerner Schuppen eines Dreiseithofes                                                                        | Waltersdorfer Straße 22 (Karte)             | bez. 1890                            | Wohnstallhaus, Seitengebäude, Scheune und hölzerner Schuppen eines Dreiseithofes, dazu Hofmauer (mit Toreinfahrt und Pforte) und zwei Kopflinden – baugeschichtlich und wirtschaftsgeschichtlich von Bedeutung. Eingeschossiges Seitengebäude.                                                                                              | 09224839 |
| Direkt Bild zu diesem Denkmal hochladen | Wohnstallhaus, Seitengebäude und Scheune eines Dreiseithofes                                                                                            | Waltersdorfer Straße 25 (Karte)             | 4. Viertel 19. Jh.                   | Wohnstallhaus verputzter Bruchsteinbau, Seitengebäude und Scheune zum Teil verbrettert, baugeschichtlich und wirtschaftsgeschichtlich von Bedeutung. | 09224838 |
| Direkt Bild zu diesem Denkmal hochladen | Westliches Wohnstallhaus und Scheune eines Gehöfts | Waltersdorfer Straße 27 (Karte)             | 1. Hälfte 19. Jh.                    | Baugeschichtlich und wirtschaftsgeschichtlich von Bedeutung. | 09300077 |
| Direkt Bild zu diesem Denkmal hochladen | Wohnstallhaus, Seitengebäude und Scheune eines Dreiseithofes, dazu Hofmauer mit Toreinfahrt                                                             | Waltersdorfer Straße 29 (Karte)             | 2. Hälfte 19. Jh., evtl. später      | Wohnstallhaus schlichter Putzbau, Scheune Obergeschoss verbrettert, Giebel verschiefert, Hocheinfahrt, baugeschichtlich und wirtschaftsgeschichtlich von Bedeutung. Scheune: Tor im Schlussstein bezeichnet, Nebengebäude mit Stall, Klostergewölbe, 2013 Streichung des gesamten Hofes, Gebäude besitzen keinen ausreichenden Denkmalwert. | 09224835 |
| Direkt Bild zu diesem Denkmal hochladen | Wohnstallhaus, Auszugshaus und Scheune eines Dreiseithofes                                                                                              | Waltersdorfer Straße 30; 30a (Karte)        | Mitte 19. Jh.                        | Wohnstallhaus (Nr. 30a), Auszugshaus (Nr. 30) und nördliche Scheune eines Dreiseithofes, dazu Hofmauern mit Torbogen zur Feldseite und Pforte zum Garten – baugeschichtlich und wirtschaftsgeschichtlich von Bedeutung. | 09224834 |
| Direkt Bild zu diesem Denkmal hochladen | Südöstliches Wohnstallhaus, gegenüber liegende Scheune und Hofmauern sowie östliche Feldscheune                                                         | Waltersdorfer Straße 32 (Karte)             | 3. Viertel 19. Jh.                   | Wohnstallhaus Putzbau mit Zwillingsfenster im Giebel, Scheune zum Teil verbrettert, Hocheinfahrt, Feldscheune massiv, Giebel verbrettert, baugeschichtlich und wirtschaftsgeschichtlich von Bedeutung. | 09224833 |
| Direkt Bild zu diesem Denkmal hochladen | Spritzenhaus | Waltersdorfer Straße 38 (vor) (Karte)       | 4. Viertel 19. Jh., später verändert | Ortsgeschichtlich von Bedeutung. | 09224830 |

## Ausführliche Denkmaltexte
1. ↑  
Evangelische Stadtkirche Liebstadt. Saalkirche mit Flankenturm und Polygonchor, reich profilierte spitzbogige Portale mit Stabwerk. Geschichte: Eine Kirche ist 1388 genannt. Der jetzige, erhöht gelegene Bau ist eine Saalkirche, der gleich breite Chor schließt mit 3/8-Polygon, an seiner Nordseite der massige Chorflankenturm. Das Langhaus wurde vielleicht noch im 15. Jh. erbaut, über der inneren Sakristeitür Meisterzeichen „h.b.“ und 1499. Der Chor möglicherweise erst von 1511–18, letztere Jahreszahl an der Ostseite des Triumphbogens. Das Äußere schlicht, das Langhaus ohne Strebepfeiler, die reich profilierten spitzbogigen Portale mit Stabwerk. Die einfachen, dreibahnigen Maßwerkfenster des Chors nachgotisch. Im Inneren der Chor mit Sterngewölben, die Rippen mit Durchsteckungen (wie Stadtkirche in Dohna, Landkreis Sächsische Schweiz-Osterzgebirge), die Schlusssteine von einer Renovierung, bezeichnet 1627 und 1628. Die Flachdecke des Saals von 1577. Sakristei im Turmuntergeschoss, gewölbt.

Ausstattung: Am Altar Tafeln eines niederländischen Retabels, Ende 15. Jh., die Rahmung von 1673, das Gesprenge von 1893. Das Mittelbild zeigt die Kreuzabnahme, die linke Tafel die Kreuztragung, die rechte die Auferstehung Christi, auf den Außenseiten in Grisaillemalerei Gefangennahme Jesu und Handwaschung des Pilatus (beschädigt). – Die Kanzel aus Sandstein, bezeichnet 1577, auf Sandsteinpfeiler mit ornamentiertem Spiegel. Der reich geschnitzte Schalldeckel von 1624, mit Schmerzensmann und Putten mit den Leidenswerkzeugen. – Mehrere figürliche Grabmäler, meist wohl von Pirnaer Bildhauern, Sandstein. Bemerkenswert im Chor das Grabmal für Rudolf von Bünau († 1615) und für Detlev von Wedelbusch, E. 17. Jh., im Langhaus für Pfarrer Johannes Simon († 1618), farbig gefasst. – Im Chorfußboden bezeichnet eine runde Bronzeplatte für Rudolf von Bünau († 1615), Hans Hilliger zugeschrieben, die Gruft. – Zwei aufwendig gearbeitete hölzerne Wappenepitaphien des 18. Jh. (Dehio Sachsen I, 1996).

Grabmale:
1. neogotisches gusseisernes Grabmal der Josephe Maria von Carlowitz (1775–1834),
2. Sandsteinepitaph an der Kirchenwand des Joh. Christian ?, mit Vasenabschluss, letztes Drittel 18. Jh.,
3. Grabtafel an der Kirchenwand für Caspar Rep., Organist, bezeichnet 1606, Sandstein,
4. Grabmal an der Kirchenwand für Pfarrer Gaebler (gest. 1780) und Frau Maria Gaebler,
5. Grabanlage der Familie Georg Carl von Carlowitz (1802–1860) und der Familie von Schönberg mit Einfriedung.
2. ↑  
Beschreibung des Gartendenkmals (Silke Epple, 12. Juni 2012): 
Ab 1786 Anlage von Spazierwegen im oberhalb des Schlosses gelegenen Hangbereich (sog. Schlossleite), Errichtung eines Gartenhäuschens „oberes Lusthaus“, Aufstellung von Vasen und Steinfiguren, Anlage von Reitbahn und Grotte, 1798 Bau des Lusthauses „Schulenburg“, dieses 1813 zerstört.

Bauliche Schutzgüter
Gebäude: Schloss Kuckuckstein mit Wirtschaftsgebäuden, Einfriedung: Bruchsteinmauer um den ehemaligen Barockgarten und entlang des Zufahrtsweges, am Grundstück Schloßstraße 9 Reste der Einfriedung des ehem. Kälbergartens,
Erschließung: Zugänge: Zwei Zugänge zum Schlosskomplex, Tore jeweils zweiflügelig aus Holz mit Sandsteinpfeilern, Wegesystem: vorhanden, mit Stützmauern (Trockenmauern) und Treppen.
Gartenausstattung: Felspartien mit Grotte, Felssitzbank, Sitznischen (zum Teil mit Stützmauern), Gartenbauten: Fundament des ehem. Lusthauses auf großer terrassierter Fläche, ehem. Standort von Kegelbahn und Schießbahn.
Vegetation: Einzelbäume: artenreicher Laubbaumbestand, Altbäume v. a. Linde (Tila spec.), Hainbuche (Carpinus betulus), Stiel-Eiche (Quercus robur), Spitzahorn (Acer platanoides), Rosskastanie (Aesculus hippocastanum), vereinzelt Nadelgehölze, v. a. Europäische Lärche (Larix decidua). Hecken und Sträucher: verschiedene Ziersträucher, v. a. Flieder (Syringa vulgaris), Bauernjasmin (Philadelphus coronarius), Schneebeere (Symphoricarpos orbiculatus),
Sonstige Schutzgüter: Bodenrelief: landschaftliche Anlage in Hanglage, Gelände fällt von Nordost nach Südwest, zum Teil Terrassierungen mit Stützmauern als Trockenmauern, ehem. Barockgarten mit Terrassen. Blickbeziehung: in den tiefer liegenden Ort.

Literatur:
Simonsen, Michael: Der Landschaftsgarten und weitere Gartenbereiche an Schloss Kuckuckstein in Liebstadt/Sachsen (Gartendenkmalpflegerische Entwicklungskonzeption) 2008.
Krepelin/Thränert: Die gewidmete Landschaft, 2011.
3. ↑  
Schloß Kuckuckstein, heute Museum (Am Schloßberg 1). Malerisch auf einem Berg südöstlich der Stadt gelegene, burgartige Schlossanlage. Der Vorgängerbau des 13. Jh. bis zur Zerstörung 1402 im Besitz der Burggrafen von Dohna. Beginn des Wiederaufbaus im 15. Jh. unter Günther und Rudolf von Bünau. Weitere Veränderungen und Erweiterungen bis zur neugotischen Umformung 1796–1802 durch den Besitzer Carl Adolf von Carlowitz mit Hilfe der Architekten Johann Carl Friedrich Dauthe, Carl August Benjamin Siegel und Christian Friedrich Schuricht. 1965–76 umfassende Restaurierung des Inneren und Äußeren. Die äußere Erscheinung der Anlage wird geprägt durch die zahlreichen Um- und Anbauten, die mit Ziergiebeln, Blendarkaturen und Stützpfeilern ein reizvolles Ensemble bilden. Markant erhebt sich im Nordosten der massive Bergfried, ein Wohnturm auf im Osten halbrund geschlossenem Grundriss, E. 15. Jh., das abschließende Walmdach mit Ecktürmchen und Dachgaupen mit Treppengiebeln 1797, die Vorhangbogenfenster von 1800. Im Innern drei tonnengewölbte Räume übereinander, im dritten Geschoss Rittersaal, die Stichkappentonne reich mit Laubwerkmalerei verziert. Die Ausstattung mit prächtigem Kamin, Wandvertäfelung und Mobiliar E. 19. Jh.

Durch einen Vorhof mit Wirtschaftsgebäuden des 19. Jh. gelangt man zum eigentlichen Schlossareal durch ein als Kulisse gebildetes Torhaus mit sechs unterschiedlich geformten Schießscharten, zusammen mit der Zugbrücke 1797 errichtet. Ein schlichtes Rundbogenportal führt zum kleinen Hof, an dessen Ostwand ein Vorhangbogenfenster, 15. Jh., an der Südseite zwei neugotische Spitzbogenportale, Durchgang zum Großen Hof. Das Tafelhaus im Süden mit großen Vorhangbogenfenstern, 1851 umgebaut. Das Wasserhaus im Osten mit Tonnengewölbe und spätgotischen Vorhangbogenfenstern, die den Einfluss von Arnold von Westfalen vermuten lassen, an der Westseite, bezeichnet 1453, der Renaissancegiebel von 1519–54. An der Nordseite Verbindungsbau mit Wehrgang, zum Hof eine zweiarmige Treppenanlage vorgelagert. Das Innere mit originaler Raumdisposition. In zahlreichen Räumen schöne Kachelöfen des 19. Jh. erhalten. Besonders beachtenswert die Freimaurerloge im zweiten Geschoss des Tafelhauses deren Ausmalung von 1800 bei der Restaurierung 1966 freigelegt wurde. Das Stichkappengewölbe mit Laubwerkbemalung und freimaurerischen Sternenkonstellationen, an den Wänden Scheinarchitektur, die gemalten Ausblicke ehemalig mit Szenen aus der Liebstädter Gegend (Dehio Sachsen I, 1996). 1800 wurde im Schloss eine Freimaurerloge eingerichtet, die man mit geheimnisvollen, frühromantischen Malereien ausgestaltete.
4. ↑  
Evangelische Pfarrkirche. Auf einer Anhöhe gelegene, kleine Saalkirche mit bedeutendem Wandmalerei-Zyklus, wohl im 14. Jh. erbaut (schmale, lanzettförmige Dreifenstergruppe an der Ostseite), mehrmals erneuert. Im 18. Jh. Einbau von Emporen, mit einer dorthin führenden Tür und Fenster, dadurch die erst 1983–85 und 1992/93 freigelegten Wandmalereien zum Teil zerstört. Putzbau mit geradem Ostschluss, Satteldach und Dachreiter. Sakristei an der Nordseite, Treppenanbau von 1830 an der Südseite. Im Innern Kassettendecke, eingeschossige Emporen im Westteil, Sakristei tonnengewölbt.

Die Wandmalereien aus der Mitte 15. Jh. an der Nord- und Südwand, in Registern, die einzelnen Felder mit roter Umrahmung. An der Nordwand im westlichen Teil monumentale Christophorus-Darstellung, daran anschließend Szenen aus dem Leben und der Passion Christi. An der Südwand Fortsetzung des Passionszyklus, große Kreuzigungsdarstellung, daneben die Geschichte des hl. Georg (Szene der Drachentötung fehlt heute). Besonders beachtenswert ist die für die Zeit ungewöhnliche, sehr differenzierte Charakterisierung der gezeigten Personen.

Lebensgroßer, spätgotischer Kruzifix, um 1500 (1995 restauriert, Herkunft unbekannt). Schlichte Taufe aus Sandstein. Jahn-Orgel von 1925 (?), der schön geschnitzte und farbig gefasste Orgelprospekt, E. 18. Jh. Bildnis des Pfarrers Gregorius Eysold, 1726 (Dehio Sachsen I, 1996). Mehrfach bezeichnet (an der Innentür 1790, Vorbau 1830).
5. ↑  
Sachgesamtheitsteile

Bahntrasse: Müglitzbrücke (km 11,219): Länge / Höhe / Breite 32,2 m / 3,0 m / - max N / min R 55 m / 200 m. Einfache Betonträgerbrücke auf einem rechteckigen Betonpfeiler. Die Widerlager sind neu mit Bruchstein verkleidet.